# Mouche de pêche
 (décembre 2014).
Si vous disposez d'ouvrages ou d'articles de référence ou si vous connaissez des sites web de qualité traitant du thème abordé ici, merci de compléter l'article en donnant les références utiles à sa vérifiabilité et en les liant à la section « Notes et références ».
Pour les articles homonymes, voir Mouche (homonymie) et Pêche.

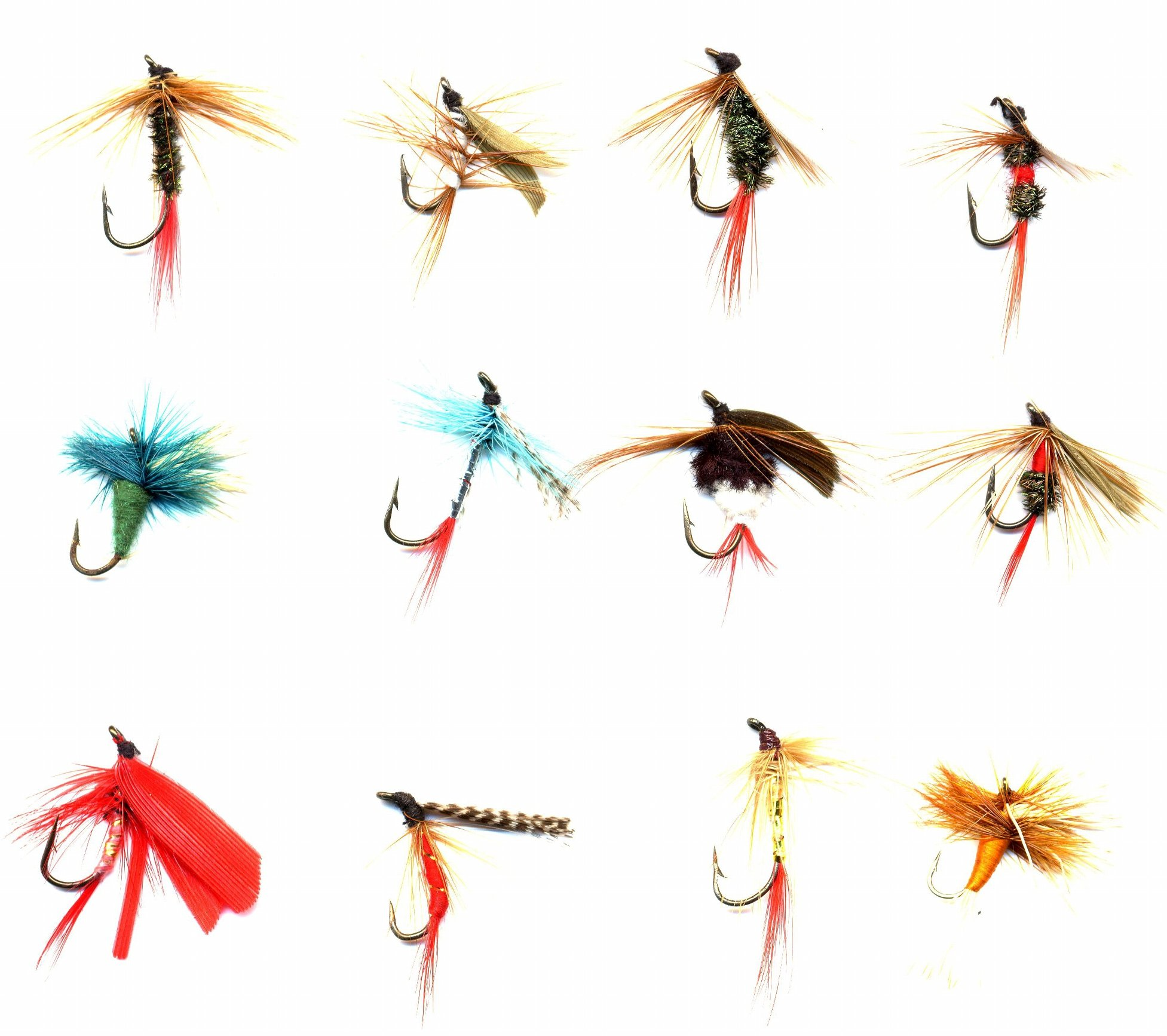
Sélection de mouches pour truite et omble.

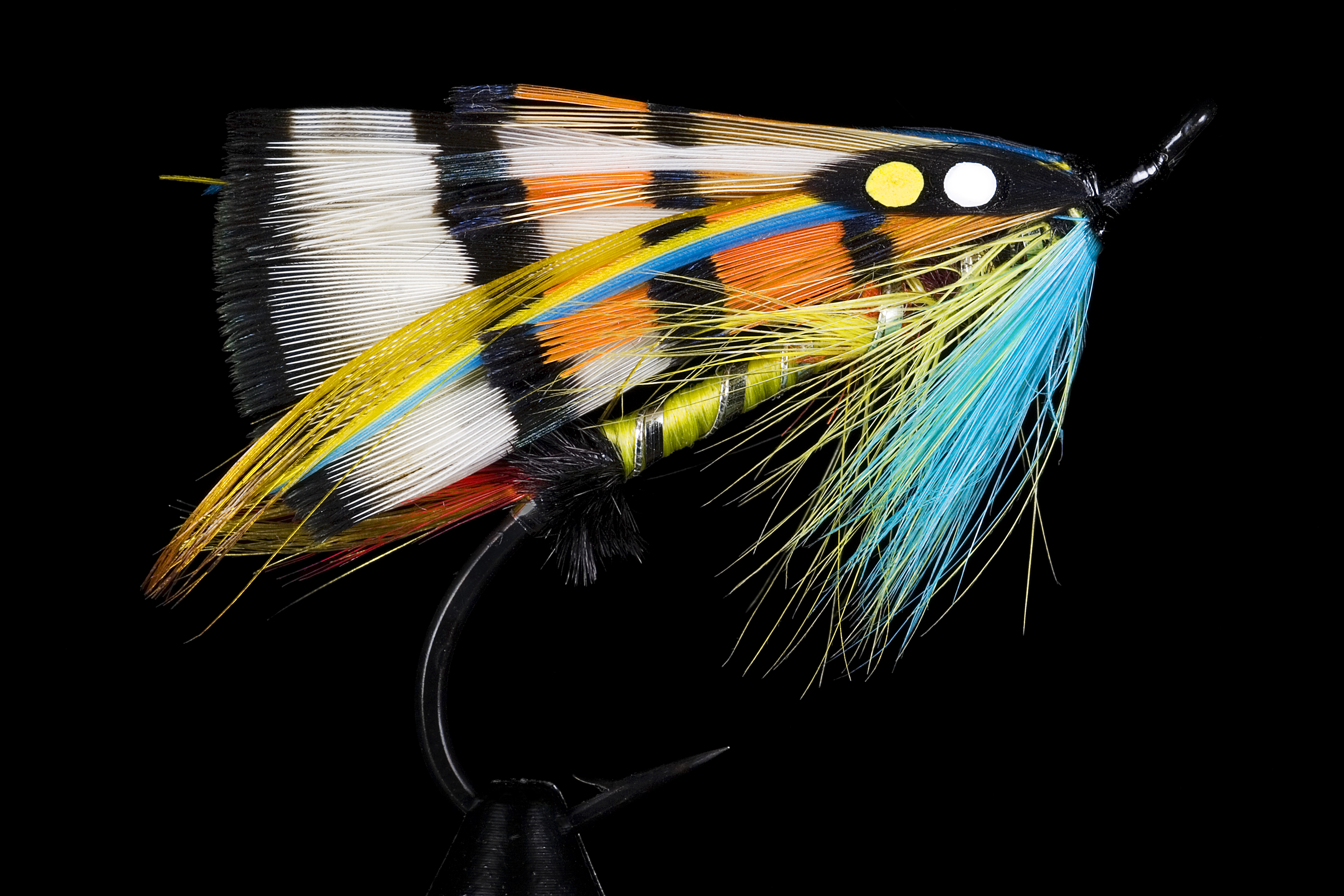
Une mouche classique pour la pêche au saumon.

On appelle mouche toute imitation, généralement d'insectes, aquatiques la plupart du temps, utilisée par les pêcheurs à la mouche.
Une « mouche de pêche » est une imitation, nommée aussi « artificielle », qui tend soit à provoquer une attitude agressive de la part du poisson recherché (territorialité), soit à reproduire, plus ou moins parfaitement, l'insecte ou le poissonnet voire d'une manière plus générale, une proie dont le prédateur se nourrit. Cette mouche artificielle est généralement faite par le pêcheur à la mouche lui-même en fixant sur l'hameçon divers matériaux, plumes et poils le plus souvent, mais aussi des matières plastiques, mousses et autres matériaux synthétiques variés. Cette activité de "montage de mouche" nécessite une grande dextérité. Néanmoins, on trouve aujourd'hui une grande palette de modèles en vente chez les détaillants d'articles de pêche.

## Classification

### Mouches sèches

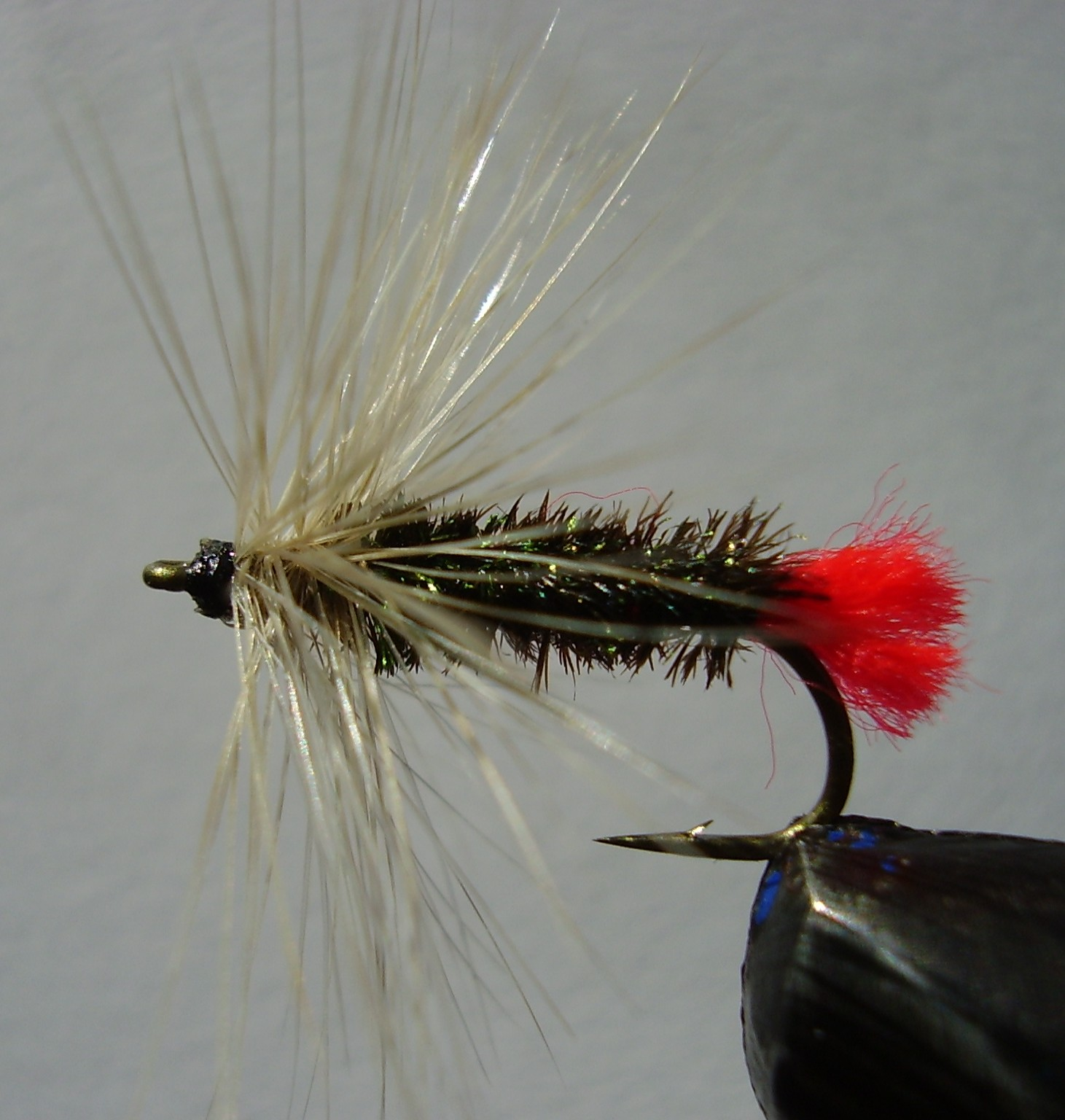
Une grande classique anglaise: la Red Tag.

Les mouches sèches peuvent être classées en deux catégories principales :
- mouches exactes, qui cherchent à imiter fidèlement les insectes. La conception de ces mouches nécessite une expertise certaine en entomologie et un grand sens de l'observation.
- mouches d'ensemble, qui n'imitent aucun insecte en particulier et néanmoins plaisent aux poissons. Quelques exemples : la "french tricolore", une mouche qui ressemble à un écouvillon, l'"oreille de lièvre", mouche sans grande forme réalisée en poil de lièvre, ou encore la "peute", réalisée avec une plume molle de flanc de cane.

### Émergentes
Les mouches émergentes sont celles qui flottent soit sur, soit dans, la pellicule de l'eau. C'est soit par la qualité du montage et la maîtrise du poids de l'artificielle, soit par l'apposition de graisse (ou de tout produit hydrophobe) que l'émergente peut garder un caractère particulièrement attractif pour le poisson recherché : en effet, ce type de "montage" tend à imiter, généralement, un éphémère en train de se défaire de son exuvie en passant à son stade de subimago. L'opération prenant un certain temps, l'insecte est alors dans une position particulièrement délicate et donc une proie recherchée par les poissons.

### Mouches noyées
Les mouches noyées sont des mouches traditionnellement sans aucune forme de lest. Ces mouches sont appelées mouches noyées par opposition aux mouches sèches (qui par définition flottent à la surface de l'eau). Elles représentent la plus ancienne forme de pêche à la mouche, la flottabilité des mouches ayant été longtemps problématique à cause des bas de lignes (pendant longtemps en crin de cheval). La pêche en noyée est donc en quelque sorte l'ancêtre de la pêche en nymphe.
La pêche en noyée est une technique très largement utilisée en Grande-Bretagne sur les chalk stream ainsi que sur leur lacs (il s'agit là de pêche en loch style). Tout naturellement c'est donc aux Anglais que nous devons toujours la quasi-totalité des mouches noyées que nous utilisons aujourd'hui encore.
La pêche en noyée se pratique généralement avec trois mouches : 
1. la première (la plus proche du pêcheur) est la sauteuse. C'est une mouche très fournie ressemblant beaucoup à un palmer. Son nom vient de la manière dont le pêcheur en noyée fait travailler son bas de ligne en action de pêche, en toujours faisant entrer et sortir cette mouche de l'eau (les remous et le bruit provoqués ayant un effet "teaser").
2. La seconde est dite "intermédiaire" et est traditionnellement très fine de corps et très peu fournie en hackle
3. La dernière du bas de ligne est la mouche de pointe. Bien que non plombée elle aussi, c'est par sa forme et sa densité qu'elle va contribuer à faire couler le bas de ligne : son corps est généralement lisse, gros et ovoïde, et son "hackle" fourni est très incliné sur l'arrière. Traditionnellement noire en Grande-Bretagne, elle peut aussi en France ressembler à certaine nymphe espagnole en pardo dont le corps est jaune et marron.

### Nymphes

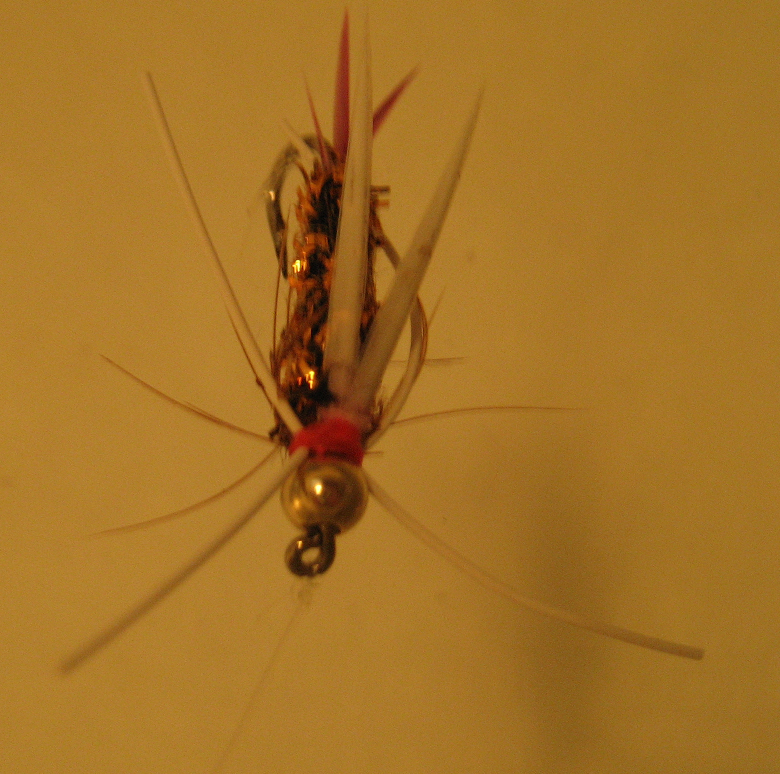
Imitation de nymphe.

Les pêcheurs à la mouche appellent "nymphe" toute mouche qui coule. Ces nymphes représentent la plupart du temps des macro-insectes benthiques à leur stade nymphal ou larvaire. De très nombreuses espèces de poissons, notamment les salmonidés (dont la truite et l'ombre) se nourrissent préférentiellement d'insectes à ce stade de leur développement.

### Streamers

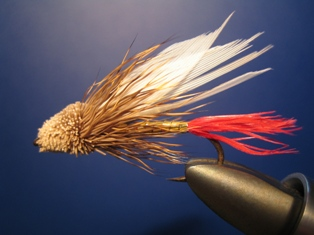
Le Muddler Minnow - mouche emblématique américaine.

La pêche à la mouche permet de solliciter une variété importante de poissons, notamment parce que la notion de « mouche » est très large. C'est particulièrement le cas du streamer, ce dernier pouvant s'apparenter tant à une imitation de poissonnet (forme la plus courante), qu'à une imitation d'escargot, de grenouille voire de souris. En pratique, la seule limite réelle au concept de streamer réside dans l'imagination du monteur de mouche, dans le type de proie qu'il vise à imiter et par conséquent, au poisson qu'il désire leurrer.
Dans le cas du poissonnet, il s'agit donc d'une mouche « qui nage » et tend à reproduire l'aspect général et le comportement du poisson-fourrage dont se nourrissent entre autres les salmonidés. Par exemple, le Muddler Minnow est une imitation du chabot commun.

## Confection

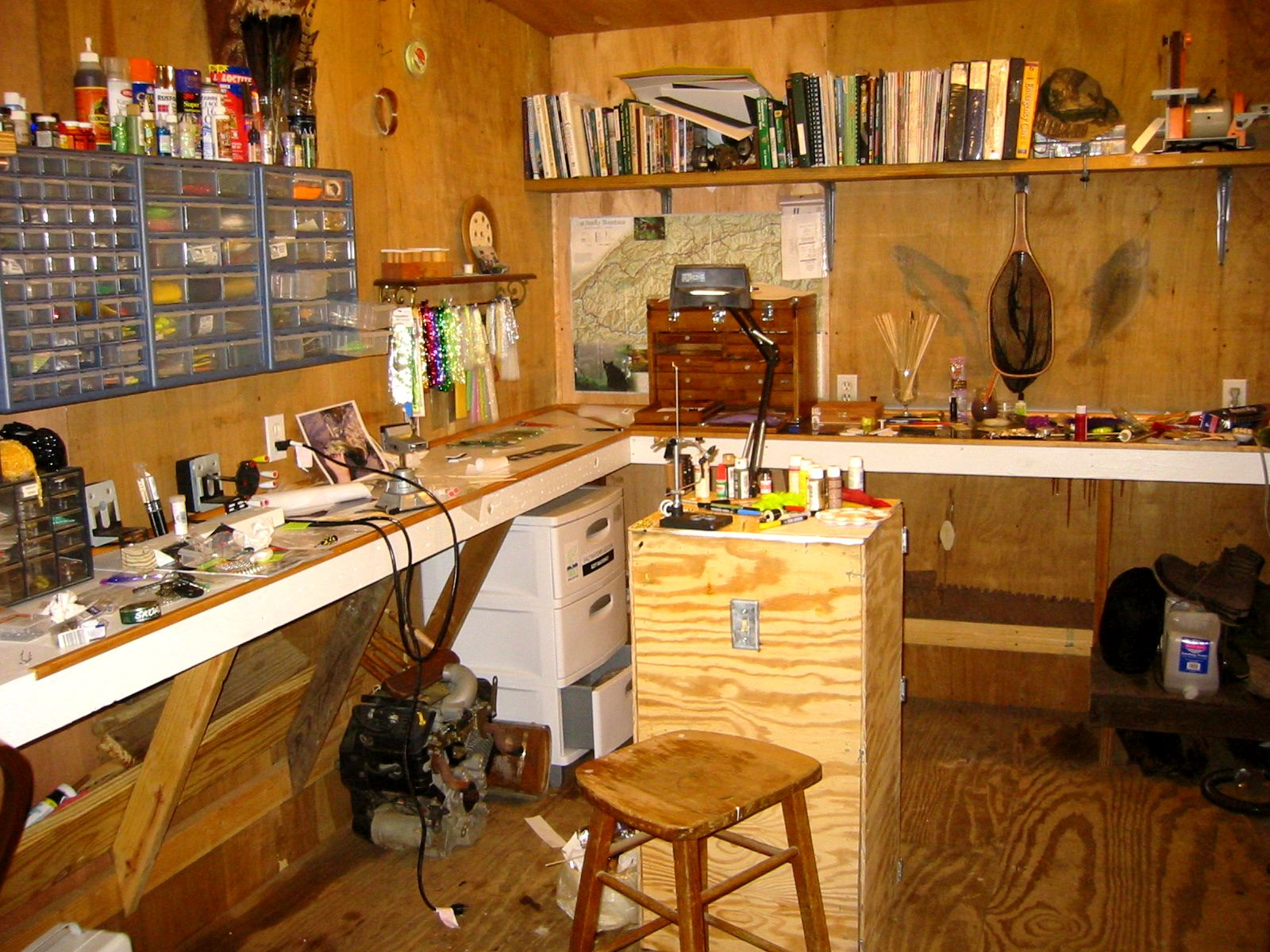
Atelier de confection de mouches.

La confection des mouches ne nécessite parfois que de la dextérité : un certain nombre de monteurs réalisent leurs mouches en suivant les instructions fournies dans des "fiches de montage". À l'instar de recettes de cuisine, ces fiches présentent d'une part la liste des matériaux nécessaires (filoplumes ou poils divers) puis les étapes à suivre pour confectionner la mouche. De très nombreuses fiches de montage sont publiées sous forme de livres (illustrés de photos le plus souvent) ou de vidéos, ou se trouvent sur internet (sous les mêmes formes).
Certains pêcheurs préfèrent assouvir leur passion en utilisant des imitations faites par des tiers. De fabrication artisanale ou industrielle, ces mouches se trouvent dans les magasins d'articles de pêche et sur internet. Le prix de ces imitations (de 1 à plus de 20 €) dépend de la qualité et du lieu de fabrication (Europe de l'Est, Inde, Thaïlande, etc.).

## Historique

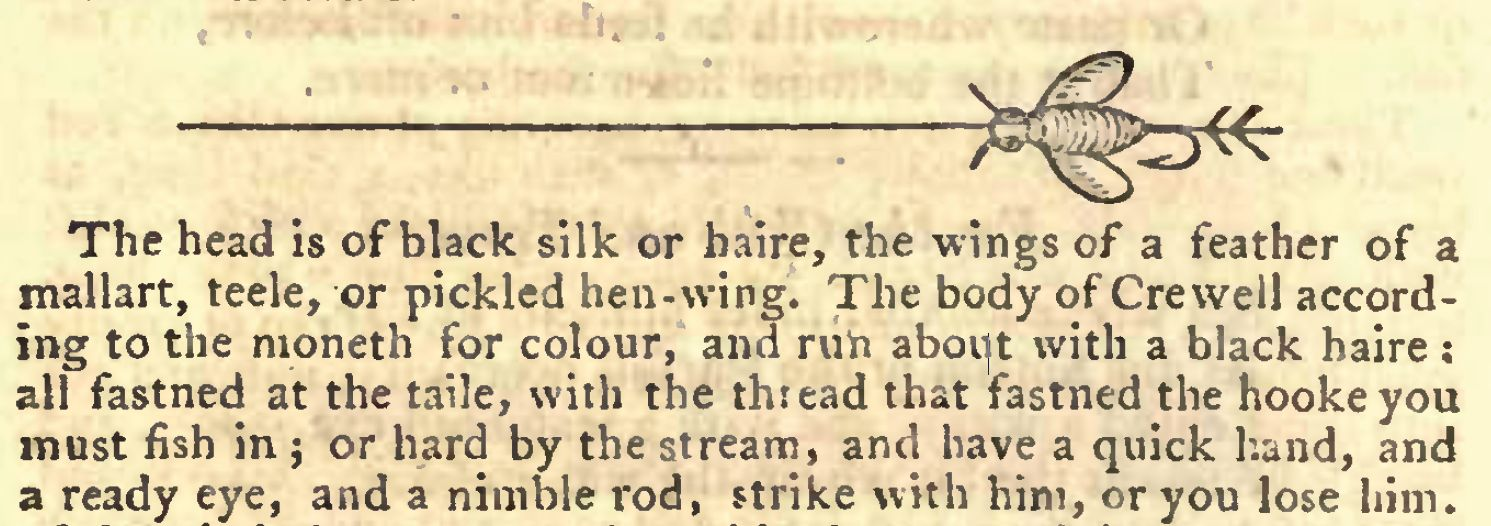
Première illustration connue d'une mouche de pêche

La première description écrite de pêche à la mouche se trouve dans le Natura Animalium, où Claude Élien (200 ap. J.C.) décrit une technique de pêche macédonienne consistant à leurrer des « poissons tachetés » (probablement des truites fario) à l'aide d'hameçons recouvert de laine rouge et cerclés de plumes de coq. Il est remarquable de constater qu'au XXIe siècle, c'est la même technique, pratiquement inchangée, qui permet aux "moucheurs" de leurrer des truites en imitant Ecdyonurus venosus (éphémère de la famille des Heptageniidae).
« Je suis partisan d'une imitation qui soit satisfaisante du point de vue de la truite » (Franck Sawyer, Keeper of the Stream, 1952).